# Nowoje Domozierowo
Nowoje Domozierowo (ros. Новое Домозерово) – wieś w Rosji, w rejonie czerepowieckim obwodu wołogodzkiego. W 2010 liczyła 585 mieszkańców.